# Juan Matus Aracena
 Juan Roberto Matus Aracena  destacado actor de radioteatro, libretista, productor de espectáculos y periodista chileno de Radio Cooperativa (Chile) de Valparaíso, diario La Unión de Valparaíso y Radio Nacional de Chile .

## Biografía

### Primeros años
Juan Matus Aracena nació en Tocopilla, Antofagasta, en la segunda región de Chile, el 23 de enero de 1921, hijo de don Roberto Matus y doña Ercilia Aracena, siendo el mayor de seis hermanos, Norma, Julio, Luis, los gemelos René Enrique y René Eduardo. Su padre fue profesor y director de escuela y su madre dueña de casa, creció como estudiante y alumno de su propio padre, aprovechándose muchas veces de esa situación ya que se atrevía a hacer cosas que los demás alumnos no hacían. Desde pequeño comenzó a demostrar enorme talento creativo participando en obras y concursos de poesía en la escuela, disfrutaba del teatro e imitaba las actuaciones que veía en las tablas, además destacó en muchas disciplinas deportivas, especialmente en el basquetbol.
En 1936 y por motivos de trabajo,  don Roberto, es trasladado a Valparaíso llevándose consigo a sus hijos mayores,  Juan y Norma. A sus 15 años de edad, Juan, estudia durante dos años en el Liceo Eduardo de la Barra de Valparaíso.
Posteriormente en 1938, don Roberto, decide volver a Tocopilla debido a que en Valparaíso no encontraba un buen empleo como profesor ni director de escuela.  Por esta razón, Juan, regresa a su tierra natal donde lo esperaban su madre y el resto de sus hermanos. En 1940, don Roberto, envía nuevamente a sus dos hijos, a Valparaíso para que tuviesen más oportunidades de forjar su futuro.
Una vez establecido en Valparaíso, el joven Juan, de 19 años, encuentra un trabajo vendiendo bencina en una bomba de servicios ubicada frente a Plaza Victoria en pleno centro de la ciudad, aquello le daba tiempo para presenciar uno de sus grandes intereses, el teatro, donde comienza a asistir como espectador a una obra infantil de radioteatro llamada  "La Hora del Niño del Hada Madrina" ,  dirigida por la ilustre dama Berta Rioja de Rioja. Este es uno de los espacios porteños más importantes de la ya prestigiosa y famosa Radio Cooperativa Vitalicia, “La voz de Chile para toda América” , siendo el primer programa en vivo de Radio Cooperativa (Chile) que acaparó una gran audiencia y que se convirtió en un gran semillero de artistas, locutores y cantantes. De allí es donde surgieron figuras como Arturo Moya Grau, quien ya era libretista en aquella época; Enrique Balladares y Claudio de Paul, Petronio Romo, Raúl Jamet y el propio Juan Matus.

### Primera incursión en el espectáculo
En la década de 1940 el teatro y el radioteatro eran la forma de entretenimiento más popular, sobre todo este último que al trasmitirse por radio hacía volar la imaginación del auditor.
Juan asistía constantemente a dicha obra a la cual mostraba mucho interés, llamando la atención de Berta Rioja, “La Hada Madrina”, quien lo integró al elenco y posteriormente lo bautizó con el nombre de “El Gnomo Feliz”, por su característica alegría y siempre sonriente. Su primera actuación de prueba fue tan buena que debutó como actor de dicho espacio a los 19 años de edad y donde se mantuvo por muchos años.

### 1936 – 1961:  La Hora del Niño del Hada Madrina
El programa se basaba en los radioteatros y estaba enteramente producido por los mismos niños, cuyas edades fluctuaban aproximadamente entre los 5 y los 19 años. Ellos escribían los libretos, actuaban, montaban y hacían los efectos especiales de cada obra junto a Roberto Barraza. Por cada Libreto o actuación de 15 minutos se les pagaba siete pesos con 50 centavos y los ensayos se realizaban en una oficina del quinto piso de radio Cooperativa. El programa se transmitía de lunes a viernes de 17:00 a 18:00 horas y estuvo al aire por 25 años.
La trasmisión se iniciaba con un coro infantil que saludaba a los auditores. Luego venía la publicidad cantada por los mismos niños. En donde Ambrosoli estuvo presente durante mucho tiempo convirtiéndose en el antecesor de los Jingle que comenzaron en la radiotelefonía 20 años más tarde. A los minutos siguientes, el Hada Madrina iniciaba el relato de una historia seguida por el radioteatro. Posteriormente la pauta variaba entre: recitadores, cantantes, cómicos, pianistas, etc. 
Los papeles de Juan en radioteatro fueron muy variados pero frecuentaba de villano el cual ponía mucho énfasis en la actuación y voces que hacían muy creíbles las historia.

### Consagración artística
A los pocos meses de haber ingresado al elenco comenzó a trabajar su mente creativa y a escribe algunos libretos que llamaron la atención del personal en la radio, los cuales al poco tiempo fueron considerados para ser incluidos en los radioteatros. Fue tan así el progreso que en 1943, Juan Matus, destacaba como actor y libretista siendo reconocido y nombrado por los medios locales. A los 22 años sus méritos le otorgan el nombramiento de Secretario Ejecutivo de Radio Cooperativa Vitalicia de Valparaíso.
Más tarde en 1944, ya consagrado como actor y libretista, actúa en muchas obras como el Radioteatro de Jacobo Gomberoff, Audición Argentina de Radio Cooperativa Vitalicia el cual destacan Raúl Gorigoitía, Carlos Barrientos, Raúl Jamett, Roberto Menzel Marina Barrientos y Juan Matus. Para luego obtener en 1948 el galardón como segundo mejor libretista.

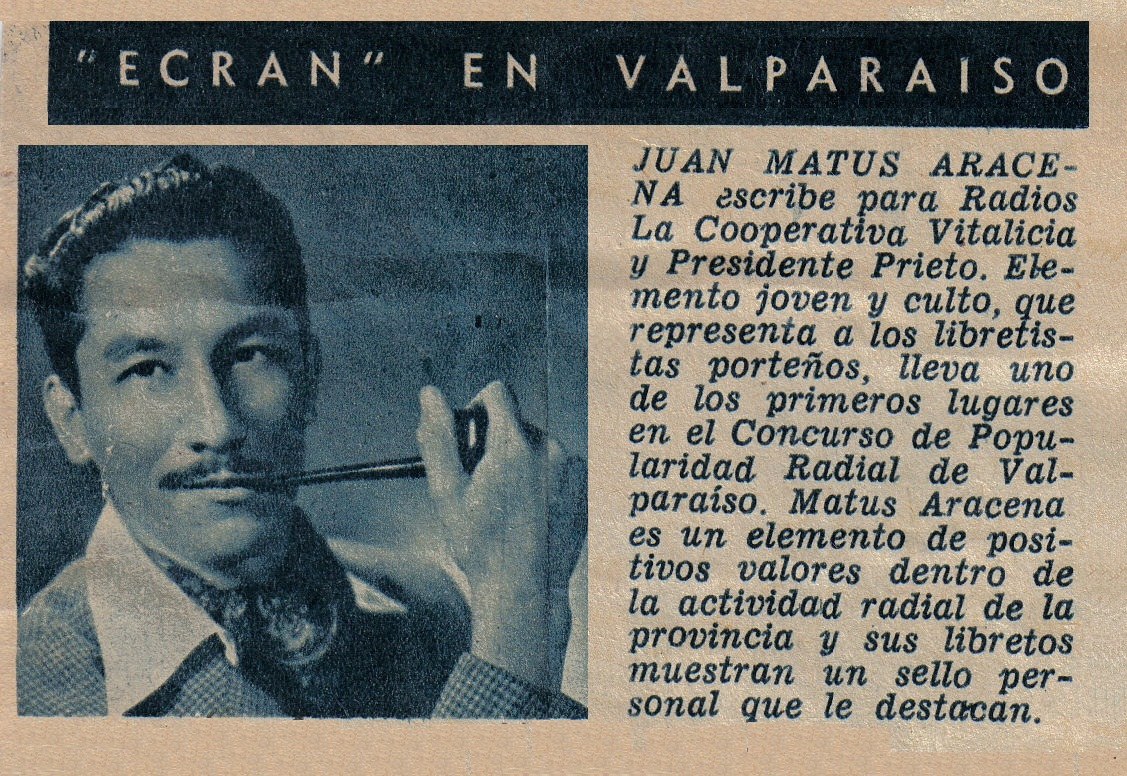
Revista Ecran 1950

En 1950 la revista Ecrán lo destaca como: "Juan Matus Aracena. Escribe para las Radios La Cooperativa Vitalicia y Presidente Prieto, elemento joven y culto que representa a los libretistas porteños, lleva uno de los primeros lugares en el Concurso de Popularidad Radial de Valparaíso. Matus Aracena es un elemento de positivos valores dentro de la actividad radial de la provincia y sus libretos muestran un sello personal que le destacan".  Sus constantes obras aclamadas le otorgan en 1951 el premio "La Opinión" como mejor Libretista.

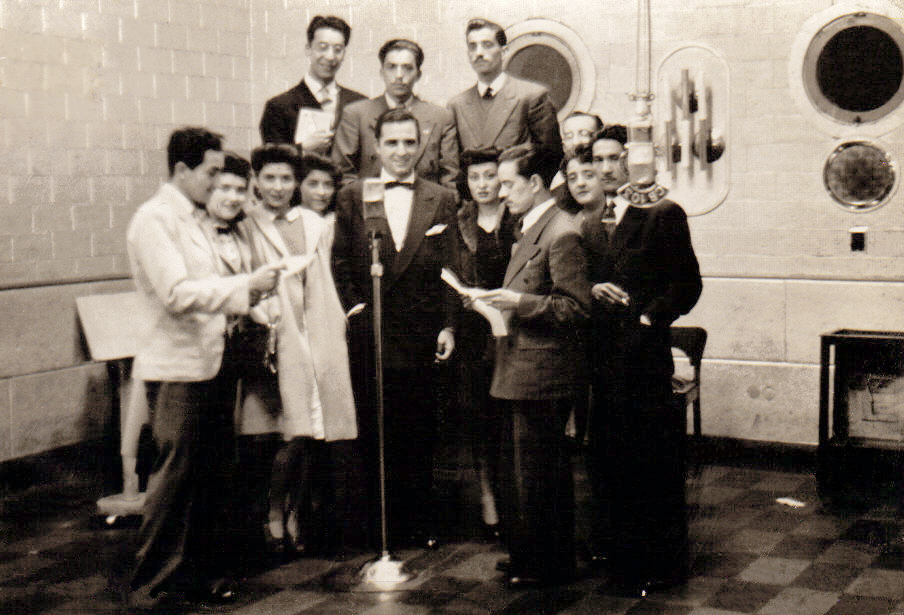
Audición de Radioteatro Radio Cooperativa 1944

En 1947 y hasta 1951 alternó su carrera artística con lo empresarial, convirtiéndose en productor de eventos el cual trajo a la zona los mejores espectáculos llenando los teatros porteños, algunas de estas obras fueron: "Caravana Musical (1947), con dos orquestas Típica y Jazz,  Ballets Umbral del Sueño Coppélia con la Orquesta Sinfónica de Chile (1948), Gran Ballet Do Brasil (1949) y Obra Corrupción en el Palacio de Justicia (1951) ", entre muchas otras.
Dándose cuenta de que traer espectáculos era poco rentable, y como dijo en su momento: "gané y perdí mucha plata", dejó esta actividad para continuar su carrera de actor, libretista e inspirado compositor cuyas composiciones fueron interpretadas por el Trío Cuba, Esther Soré, Mario Aguilera, entre otros.
En 1960 la revista Vea lo destaca de la siguiente manera: "Escribe las cartas de Él y de Ella, Juan Matus Aracena, creador de espacios para Radio Cooperativa Vitalicia tales como “Un Momento del Corazón”, “Cartas de Él y Ella”, “Reflexiones en la Tarde”, etc. Ahora también dirige por CB 73 la audición de Cine-teatro, considerado por los entendidos como la más completa y novedosa que se transmite".
Para comienzos de 1960 ya ha producido muchos espacios radiales como "Una canción y su Historia”, “Señora apúrese con el almuerzo”, “Entre Él y Ella”, “De Mujer a Mujer”, “Melodías de la noche”, “En casa de los Pérez García”, “Té para dos” y “Poemario del espacio" entre otros.

### Carrera periodística
A mediados de los años 60 comienza a incursionar en el periodismo, una nueva etapa en su vida donde demostró una gran vocación y el cual dedica el resto de su vida a ejercer ésta profesión.
El 1 de febrero de 1966, en una reunión celebrada por el Colegio de Periodistas de Chile se acordó inscribir en el registro definitivo del Colegio a los postulantes: Enrique Boye Soto y Juan Matus Aracena por reunir todos los requisitos que exigía la ley. 

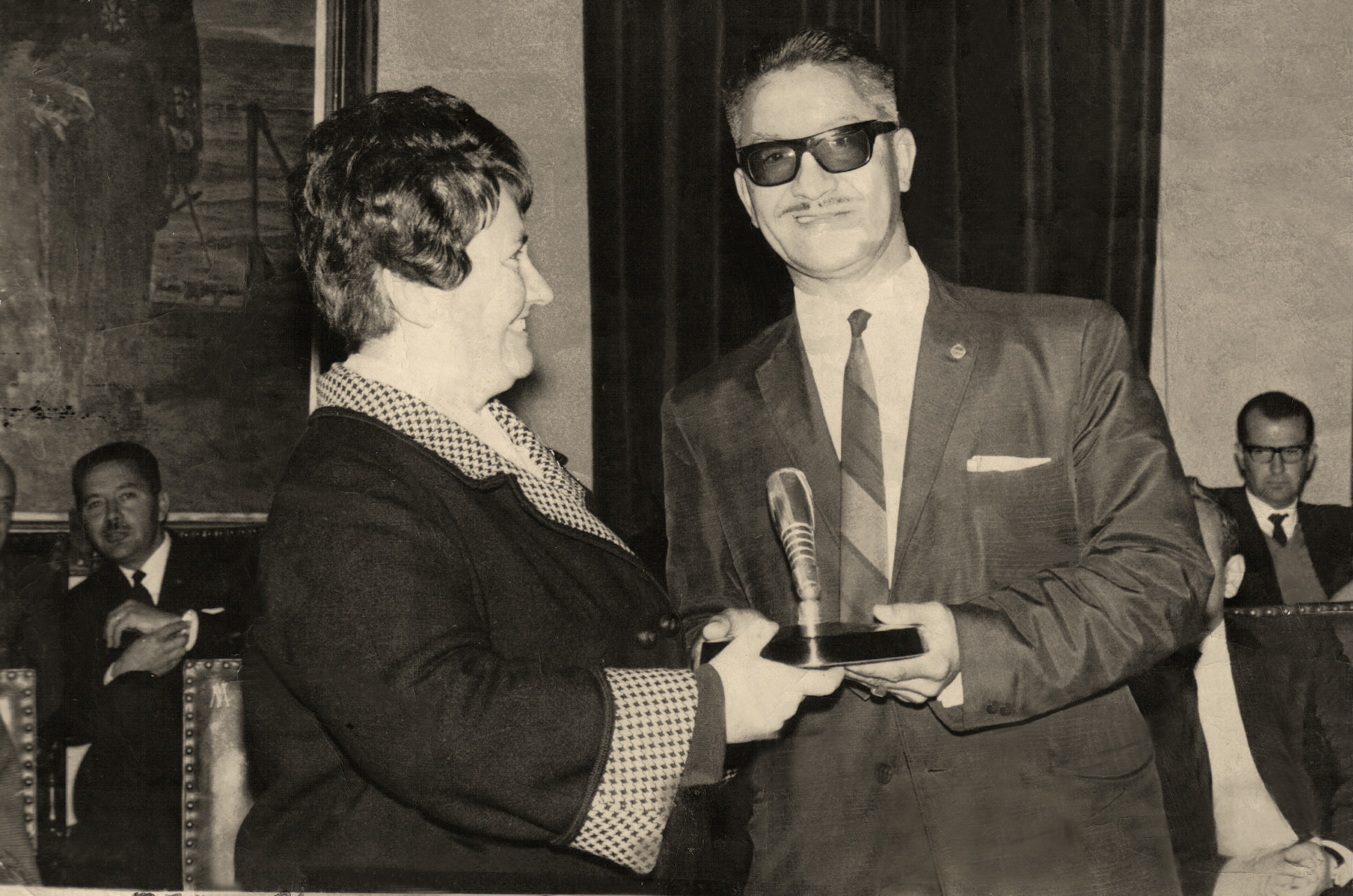
Premio "Micrófono de Plata" Mejor Periodista 1968.

En 1968, su carrera como periodista colegiado comienza a obtener frutos al obtener el premio "Micrófono de plata" como mejor Periodista del año. Al recibir éste galardón, Matus dice: "Un estímulo que me impulsará a superarme. Y una reflexión: considero que hay muchas personas con mayores condiciones periodísticas que habrían merecido esta distinción. Lo mío fue suerte". 
El 2 de agosto de 1969 Juan Matus Aracena organiza un homenaje del círculo “Los Planetas” al Cuerpo de Bomberos de Valparaíso por motivo del 113.er aniversario desde su fundación el cual recibió calurosas felicitaciones por su documentado e inspirado contenido.
En 1970 es nombrado Jefe de Informaciones y de Prensa de Radio Cooperativa de Valparaíso. 
Durante esa década también escribe artículos para el diario La Unión de Valparaíso.

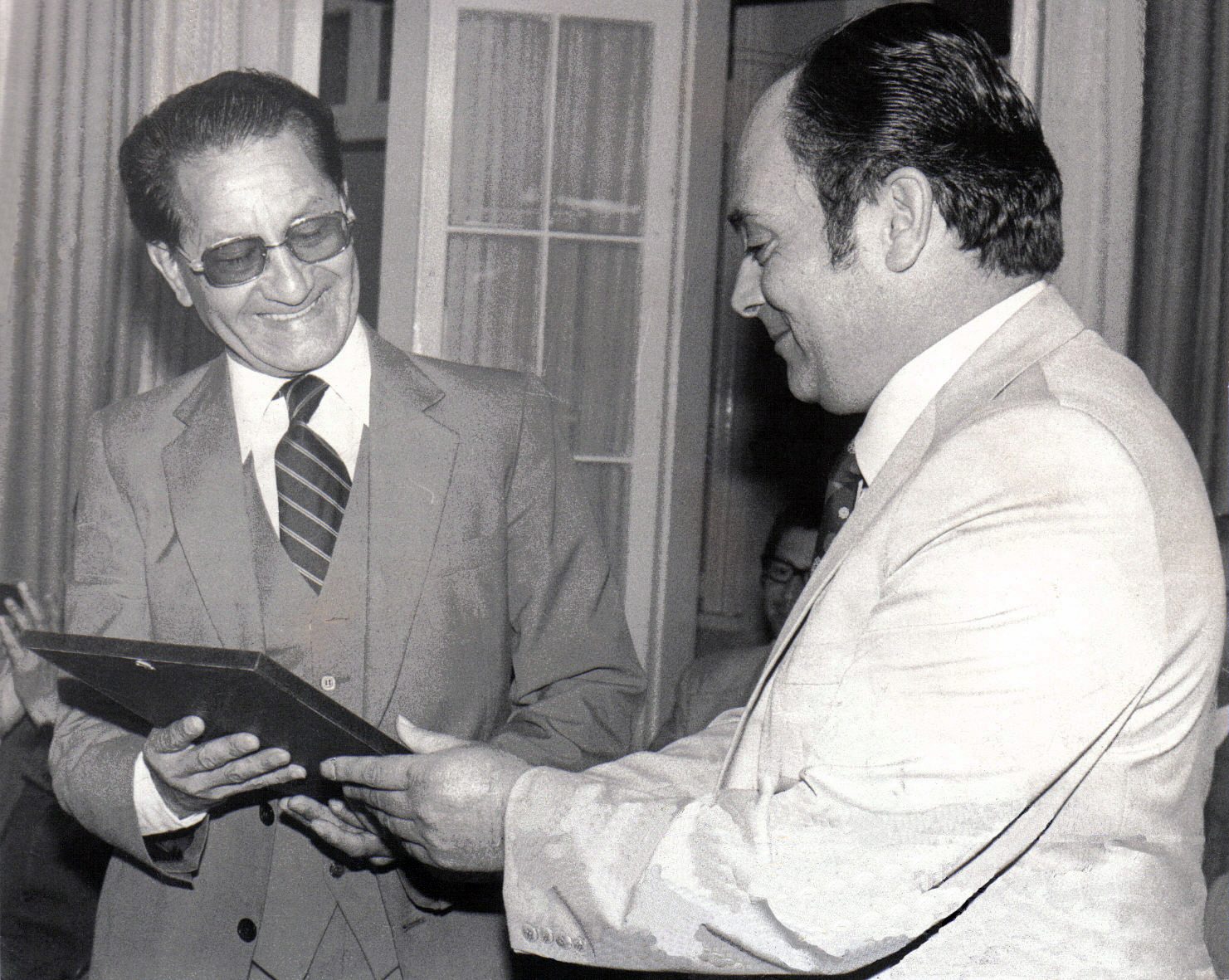
Mejor Periodista Sector Cámara de Comercio Detallista de Valparaíso 1981.

Años más tarde en 1978 deja Radio Cooperativa para ingresa a [Radio Nacional de Chile] como Jefe del Departamento de Prensa.

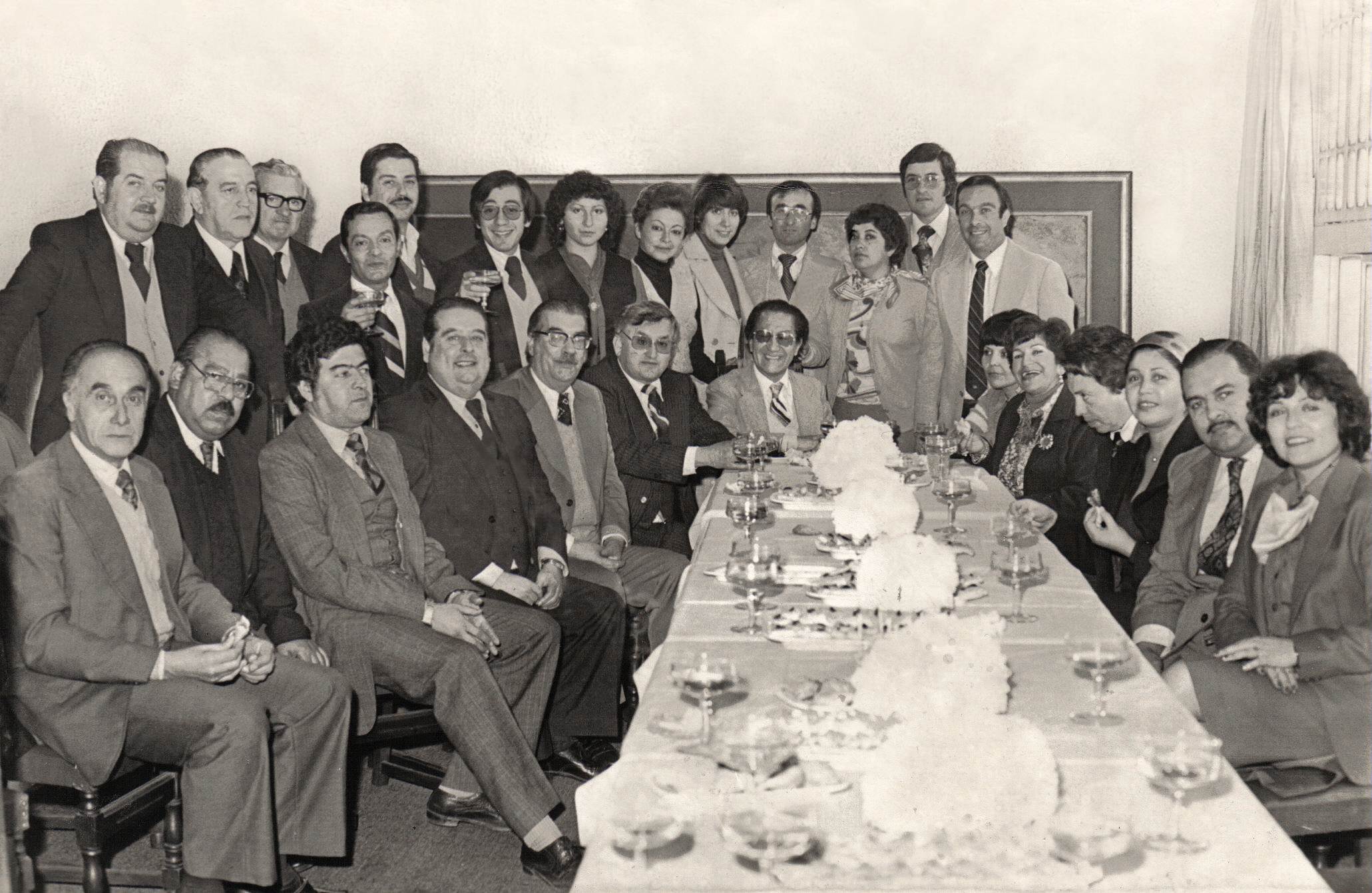
Personal de Radio Nacional de Chile, Valparaíso 1984.

En 1981 es premiado y reconocido con el Premio Cámara de Comercio Detallista de Valparaíso como mejor periodista del Sector Comercio. 
Para 1985 y después del cierre de Radio Nacional de Chile, retorna a radio Cooperativa como jefe del departamento de prensa, donde destacó por la cobertura que hiciera a los eventos más importantes sucedidos principalmente a nivel local. Es así como en 1990 recibe como reconocimiento la Gaviota (galardón) de Plata a la trayectoria por sus 30 años cubriendo, como periodista, el  Festival Internacional de la Canción de Viña del Mar , éste fue el último reconocimiento en su exitosa carrera. 
En 1998 Juan Matus Aracena se retira de radio Cooperativa de Valparaíso, la que también cierra sus transmisiones en la región, y al año siguiente deja el periodismo y el medio social, poniendo fin a 59 años de una larga y exitosa trayectoria llena de logros y reconocimientos.

## Familia
El 1 de diciembre de 1979, después de haber sido uno de los " solteros apetecibles de la radiotelefonía porteña", como lo destaca el diario El Mercurio de Valparaíso en una entrevista hecha en 1968, contrae matrimonio con su secretaria de Radio Cooperativa, Erika Álvarez León, en donde un año más tarde tendrían a su primer hijo Cristian Alejandro y en 1986 a su segundo hijo, Eduardo Antonio. 

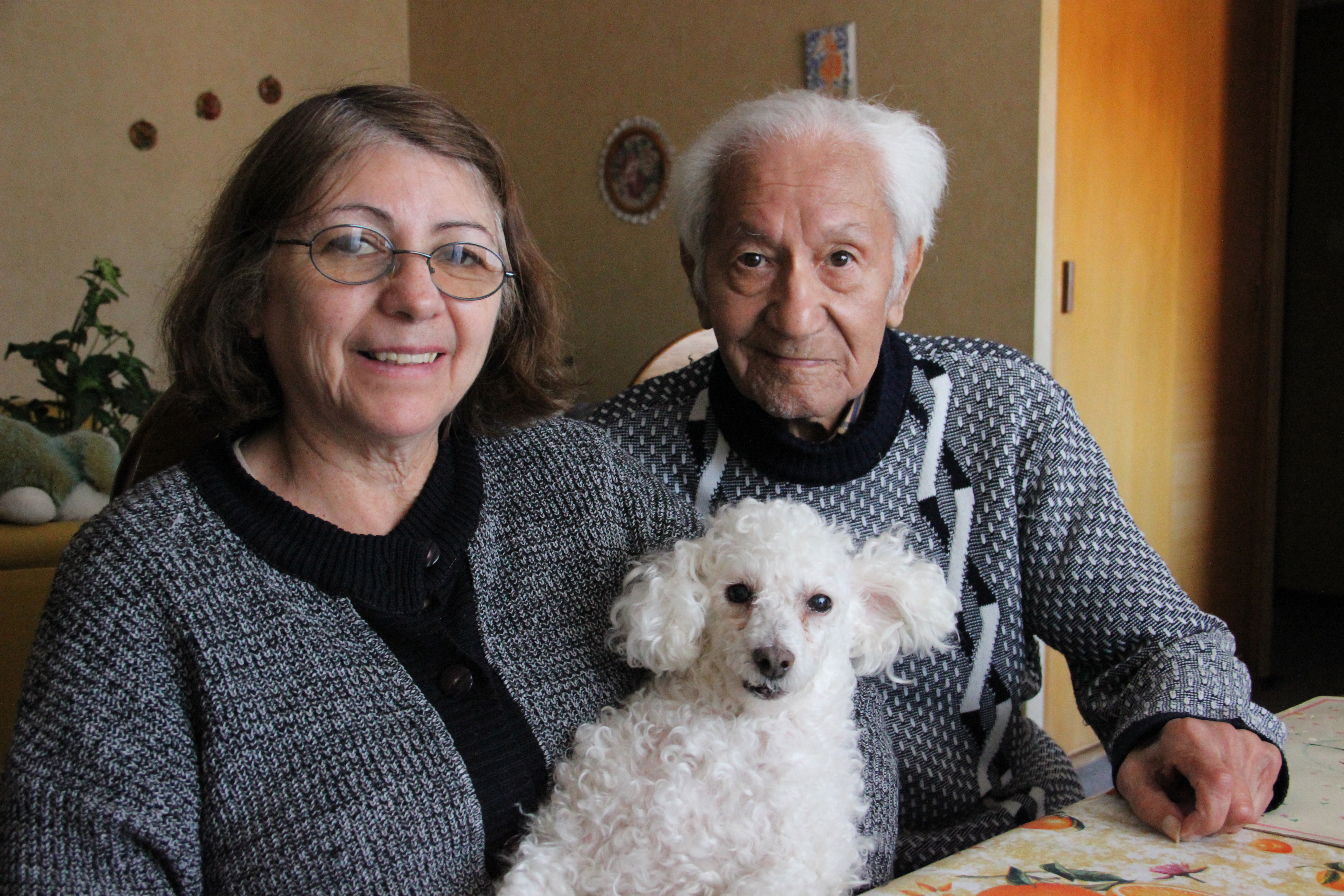
Juan Matus junto a su esposa Erika en marzo de 2013.

## Fallecimiento
Juan Matus Aracena Fallece el 27 de octubre de 2013, a los 92 años de edad, debido a un paro cardio respiratorio en su domicilio de Parque Los Ingleses en Valparaíso. Sus restos descansan en el  Cementerio Parque del Mar de Concón. Su vida será recordada y su ausencia extrañada eternamente por familiares, amigos y conocidos.

## Algunas de sus Obras
- Una canción y su Historia
- Reflexiones en la tarde
- Señora apúrese con el almuerzo
- Entre Él y Ella
- De Mujer a Mujer
- Melodías de la noche
- En casa de los Pérez García
- Té para dos
- Poemario del espacio

## Premios
- 1951, Premio La Opinión, Premio al mejor libretista.
- 1968, Premio Micrófono de Plata, Premio al Mejor Periodista.
- 1981, Premio Cámara de Comercio Detallista de Valparaíso, Premio al Mejor Periodista.
- 1990, Premio Gaviota (galardón) de Plata a la trayectoria por sus 30 años cubriendo como periodista el  Festival Internacional de la Canción de Viña del Mar.